# Димитър Цветков (офицер)
Вижте пояснителната страница за други личности с името Димитър Цветков.
Димитър Кузманов Цветков (изписване до 1945 година: Димитъръ Кузмановъ Цвѣтковъ) е български офицер и революционер, горянин, борец срещу комунистическата власт в България след Деветосептемврийския преврат.

## Биография
Димитър Цветков е роден в битолското село Смилево. Баща му загива през войните за национално обединение. Димитър е отгледан в полка, в който е служил убитият му баща. Завършва Военното училище в София, а през 1941 година, след разгрома на Югославия, заминава за присъединената към България Вардарска Македония. Командир е на контрачета в Скопие и участва във всички антипартизански акции.
След Деветосептемврийския преврат от 1944 година Димитър Цветков търсен от Титовите партизани, за да бъде съден. Поради факта, че е офицер доброволец във войната срещу Германия, не е осъден нито в Югославия, нито в България. Уволнява се от армията с чин полковник. Включва се в дейността на Българския земеделски народен съюз – Никола Петков, но решава да избяга през границата в Гърция.
На 8 март 1948 година заедно с подполковник Стойно Бачийски се присъединява към четата на Герасим Тодоров и отговаря за бойната подготовка. Заловен е след като четата е разбита и е осъден на смърт по член № 1, алинея № 1 от Закона за защита на народната власт. Присъдата е изпълнена на 17 май 1949 година. Семейството му е изселено от София и репресирано.